# Speedway Grand Prix
FIM Speedway Grand Prix (SGP) är VM-serien i speedway. Den avgör sedan 1995 titeln som världsmästare.

## Beskrivning och historik
Världsmästerskapet består av deltävlingar som huvudsakligen körs i europeiska städer, där den som totalt efter alla deltävlingar, tagit flest poäng räknas som världsmästare. En tävling består av 23 heat, där finalen körs i det 23:e och semifinalerna i heat 21 och 22. Tony Rickardsson från Avesta i Sverige har tagit hem sex VM-titlar. 
15 ordinarie förare och en wild card och två banreserver deltar i varje Grand Prix-tävling. Grand Prix-serien i speedway infördes 1995. Innan dess avgjordes VM i en VM-final, med namnet världsmästerskapet i speedway. 

### Medaljörer
| År            | Deltävlingar | Vinnare                  | Tvåa                       | Trea                           |
| 1995 detaljer | 6            | Hans Nielsen (103 p)     | Tony Rickardsson (88 p)    | Sam Ermolenko (83 p)           |
| 1996 detaljer | 6            | Billy Hamill (113 p)     | Hans Nielsen (111 p)       | Greg Hancock (88 p)            |
| 1997 detaljer | 6            | Greg Hancock (118 p)     | Billy Hamill (111 p)       | Tomasz Gollob (92 p)           |
| 1998 detaljer | 6            | Tony Rickardsson (111 p) | Jimmy Nilsen (99 p)        | Tomasz Gollob (97 p)           |
| 1999 detaljer | 6            | Tony Rickardsson (111 p) | Tomasz Gollob (98 p)       | Hans Nielsen (76 p)            |
| 2000 detaljer | 6            | Mark Loram (102 p)       | Billy Hamill (95 p)        | Tony Rickardsson (94 p)        |
| 2001 detaljer | 6            | Tony Rickardsson (121 p) | Jason Crump (113 p)        | Tomasz Gollob (89 p)           |
| 2002 detaljer | 10           | Tony Rickardsson (181 p) | Jason Crump (162 p)        | Ryan Sullivan (158 p)          |
| 2003 detaljer | 9            | Nicki Pedersen (152 p)   | Jason Crump (144 p)        | Tony Rickardsson (127 p)       |
| 2004 detaljer | 9            | Jason Crump (158 p)      | Tony Rickardsson (155 p)   | Greg Hancock (137 p)           |
| 2005 detaljer | 9            | Tony Rickardsson (196 p) | Jason Crump (154 p)        | Leigh Adams (107 p)            |
| 2006 detaljer | 10           | Jason Crump (188 p)      | Greg Hancock (144 p)       | Nicki Pedersen (134 p)         |
| 2007 detaljer | 11           | Nicki Pedersen (196 p)   | Leigh Adams (153 p)        | Jason Crump (124 p)            |
| 2008 detaljer | 11           | Nicki Pedersen (174 p)   | Jason Crump (152 p)        | Tomasz Gollob (148 p)          |
| 2009 detaljer | 11           | Jason Crump (159 p)      | Tomasz Gollob (144 p)      | Emil Sajfutdinov (138 p)       |
| 2010 detaljer | 11           | Tomasz Gollob (166 p)    | Jarosław Hampel (137 p)    | Jason Crump (135 p)            |
| 2011 detaljer | 11           | Greg Hancock (164 p)     | Andreas Jonsson (124 p)    | Jarosław Hampel (122 p)        |
| 2012 detaljer | 12           | Chris Holder (160 p)     | Nicki Pedersen (152 p)     | Greg Hancock (148 p)           |
| 2013 detaljer | 12           | Tai Woffinden (151 p)    | Jarosław Hampel (142 p)    | Niels-Kristian Iversen (132 p) |
| 2014 detaljer | 12           | Greg Hancock (140 p)     | Krzysztof Kasprzak (132 p) | Nicki Pedersen (121 p)         |
| 2015 detaljer | 12           | Tai Woffinden (163 p)    | Greg Hancock (147 p)       | Nicki Pedersen (131 p)         |
| 2016 detaljer | 11           | Greg Hancock (139 p)     | Tai Woffinden (130 p)      | Bartosz Zmarzlik (128 p)       |
| 2017 detaljer | 12           | Jason Doyle (161 p)      | Patryk Dudek (143 p)       | Tai Woffinden (131 p)          |
| 2018 detaljer | 10           | Tai Woffinden (139 p)    | Bartosz Zmarzlik (129 p)   | Fredrik Lindgren (109 p)       |
| 2019 detaljer | 10           | Bartosz Zmarzlik (132 p) | Leon Madsen (130 p)        | Emil Sajfutdinov (126 p)       |
| 2020 detaljer | 8            | Bartosz Zmarzlik (133 p) | Tai Woffinden (117 p)      | Fredrik Lindgren (117 p)       |
| 2021 detaljer | 11           | Artem Laguta (192 p)     | Bartosz Zmarzlik (189 p)   | Emil Sajfutdinov (149 p)       |
| 2022 detaljer | 10           | Bartosz Zmarzlik (166 p) | Leon Madsen (133 p)        | Maciej Janowski (106 p)        |
| 2023 detaljer | 10           | Bartosz Zmarzlik (158 p) | Fredrik Lindgren (150 p)   | Martin Vaculík (125 p)         |
| År            | Deltävlingar | Vinnare                  | Tvåa                       | Trea                           |

Källor: 

## Tidigare säsonger (urval)

### Grand Prix 2007
| Land           | Datum    | Vinnare         |
| -------------- | -------- | --------------- |
| Italien        | 28 april | Nicki Pedersen  |
| Polen          | 12 maj   | Nicki Pedersen  |
| Sverige        | 29 maj   | Leigh Adams     |
| Danmark        | 9 juni   | Andreas Jonsson |
| Storbritannien | 30 juni  | Chris Harris    |
| Tjeckien       | 28 juli  | Nicki Pedersen  |
| Sverige        | 11 aug   | Leigh Adams     |
| Lettland       | 25 aug   | Leigh Adams     |
| Polen          | 8 sep    | Tomasz Gollob   |
| Slovenien      | 22 sep   | Nicki Pedersen  |
| Tyskland       | 13 okt   | Andreas Jonsson |

### Grand Prix 2008
| Land           | Stad          | Datum    | Vinnare                  |
| -------------- | ------------- | -------- | ------------------------ |
| Slovenien      | Krsko         | 26 april | Tomasz Gollob            |
| Polen          | Leszno        | 10 maj   | Leigh Adams              |
| Sverige        | Göteborg      | 24 maj   | Rune Holta               |
| Danmark        | Köpenhamn     | 14 juni  | Tomasz Gollob            |
| Storbritannien | Cardiff       | 28 juni  | Jason Crump              |
| Tjeckien       | Prag          | 2 aug    | Nicki Pedersen           |
| Sverige        | Målilla       | 16 aug   | Leigh Adams              |
| Lettland       | Daugavpils    | 30 aug   | Jason Crump              |
| Polen          | Bydgoszcz     | 13 sep   | Greg Hancock             |
| Italien        | Lonigo        | 27 sep   | Hans Andersen            |
| Tyskland       | Gelsenkirchen | 11 okt   | Flyttad till Polen 18/10 |
| Polen          | Bydgoszcz     | 18 okt   | Tomasz Gollob            |

## Källhänvisningar
1. ↑  "World Championship Roll of Honour". Arkiverad 10 september 2014 hämtat från the Wayback Machine. Speedwaygp.com. Läst 9 september 2014. (engelska)